# Teresa Klamert
Teresa Klamert (* 22. Juli 1992 in München) ist eine deutsche Schauspielerin.

## Leben
In einem Casting der Zeitung tz Anfang 2006 wurde Klamert für die Fernsehserie Forsthaus Falkenau entdeckt. Darin spielte sie seit der 18. Staffel die Rolle der Jenny Leitner, Tochter des Försters Stefan Leitner (Hardy Krüger junior).
Teresa Klamert absolvierte die Royal Central School of Speech and Drama in London mit einem Master in Acting for Screen. Daneben absolvierte sie ihre Schauspielausbildung in mehreren Workshops. Seit 2007 hat sie als Schauspielerin vor der Kamera in mehr als 20 Film- und Fernsehproduktionen mitgewirkt. In der ARD-Telenovela Sturm der Liebe spielte sie im Juli 2008 in sechs Folgen die Rolle der Amelie Roth. Von Februar bis Mai 2024 spielte sie in der gleichen Serie die Rolle der Natalie Junghans.
Klamert lebt abwechselnd in München und London. Neben ihrer Muttersprache Deutsch spricht sie auch fließend Englisch und Italienisch.

## Filmografie
- 2007–2013: Forsthaus Falkenau (Fernsehserie, 101 Folgen)
- 2008: Sturm der Liebe (Fernsehserie, 6 Folgen als Amelie Roth)
- 2010: Meine wunderbare Familie (Fernsehserie, 1 Folge)
- 2011: Rosamunde Pilcher – Gefährliche Brandung (Fernsehreihe)
- 2012: München 7 (Fernsehserie, Folge: Die Wüstenblume)
- 2012–2014: Der Alte (Fernsehserie, 3 Folgen, verschiedene Rollen)
- 2013: Krimi.de (Fernsehserie, 1 Folge)
- 2013: Hammer & Sichl (Fernsehserie, 3 Folgen)
- 2014: Dahoam is Dahoam (Fernsehserie, 3 Folgen)
- 2014: SOKO München (Fernsehserie, 1 Folge)
- 2016–2019: Familie Dr. Kleist (Fernsehserie, 2 Folgen, verschiedene Rollen)
- 2016: Rosamunde Pilcher – Argentinischer Tango
- 2016–2019: Kreuzfahrt ins Glück (Fernsehreihe, 2 Folgen, verschiedene Rollen)
- 2017: In aller Freundschaft – Die jungen Ärzte (Fernsehserie, Folge: Unter die Haut)
- 2017: WaPo Bodensee (Fernsehserie, Folge: Das Geisterschiff)
- 2018–2021: Die Rosenheim-Cops (Fernsehserie, 2 Folgen, verschiedene Rollen)
- 2019: Marie fängt Feuer – Lügen und Geheimnisse (Fernsehreihe)
- 2019: Eine Hochzeit platzt selten allein
- 2019–2024: Watzmann ermittelt (Fernsehserie, 2 Folgen, verschiedene Rollen)
- 2020: Bettys Diagnose (Fernsehserie, 1 Folge)
- 2020: The Collective (Kurzfilm)
- 2021: SOKO Stuttgart (Fernsehserie, Folge: Triple A)
- 2021: Killing Eve (Fernsehserie, Folge: Don't get attached)
- 2022: Lena Lorenz – Freiheit (Fernsehreihe)
- 2023: In aller Freundschaft (Fernsehserie, Folge: Prinzip Hoffnung)
- 2023: Das Traumschiff – Utah (Fernsehreihe)
- 2024: Sturm der Liebe (Fernsehserie, 46 Folgen als Natalie Junghans)
- 2024: Das Signal (Miniserie)
- 2024: Hubert ohne Staller (Fernsehserie, 1 Folge)